# Fröttstädt
Fröttstädt é uma vila e antigo município da Alemanha localizado no distrito de Gota, estado da Turíngia. Pertence ao verwaltungsgemeinschaft de Hörsel. Desde 1 de janeiro de 2011 é parte do município de Hörsel.